# Mario Jurić
 Ovo je glavno značenje pojma hrvatski astronom Mario Jurić. Za bosanskohercegovački nogometaš pogledajte Mario Jurić (nogometaš).
Mario Jurić (Zagreb, 1979.) je hrvatski astronom i astrofizičar.
Područja istraživanja su mu planetarna dinamika, galaktička dinamika, mala tijela Sunčevog sustava, te probleme računalne astrofizike i primijenjene matematike (integracijski algoritmi).
Član je društva »znanost.org«, u sklopu kojeg je uključen u razne projekte popularizacije znanosti.
Dobitnik je stipendije Američke svemirske agencije NASA za 2009. godinu, za istraživanja u astronomiji i astrofizici u programima Einstein, Hubble i Sagan. Prema riječima Jon Morsea, direktora Astrofizičkog odjela NASA-ine Uprave za znanstvene misije u Washingtonu, radi se o ukupno 32 stipendista koji su među najboljima i najpametnijim mladim astronomima u svijetu

## Vanjske poveznice
- Mario Juric @ Princeton  Arhivirana inačica izvorne stranice od 14. studenoga 2005. (Wayback Machine)